# Зотов, Сергей Сергеевич
Серге́й Серге́евич Зо́тов (род. 26 июня 1942) — советский и российский дипломат. Чрезвычайный и полномочный посол (1992).

## Биография
Окончил Московский государственный институт международных отношений (МГИМО) МИД СССР (1966) и аспирантуру МГИМО (1971). Кандидат экономических наук. Владеет французским, английским и немецким языками. На дипломатической работе с 1970 года.
- В 1959—1960 годах — слесарь-сборщик на военном предприятии в Москве.
- В 1966—1967 годах — референт в Министерстве внешней торговли СССР.
- В 1967—1970 годах — секретарь корреспондента французской газеты «Юманите» в Москве.
- В 1970—1976 и 1980 годах — сотрудник центрального аппарата МИД СССР.
- В 1976—1980 и 1980—1983 годах— сотрудник Посольства СССР во Франции.
- В 1987—1992 годах — заместитель, первый заместитель начальника Управления по безопасности и сотрудничеству в Европе МИД СССР, затем России.
- В 1992—1996 годах — посол по особым поручениям МИД России, руководитель Государственной делегации РФ на переговорах с Латвией о выводе войск[1].

Государственная российская делегация по переговорам с Латвией была создана указом президента Ельцина в 1992 году. Представлять её был направлен в Ригу заместитель министра иностранных дел Фёдор Шелов-Коведяев, помощник депутата Государственной думы Галины Старовойтовой, ранее никогда не работавший на дипломатическом поприще. В первом же раунде переговоров Шелов-Коведяев заявил, что все самовольно захваченное латвийскими властями и самоуправлениями имущество российских предприятий и профсоюзов остаётся Латвии, сделав исключение для Дома отдыха Гостелерадио в Юрмале. Ему было обещано выполнить это пожелание, что впоследствии не было сделано.
Когда под давлением США, которые ставили вывод войск в зависимость от своей финансовой помощи, и по настоянию министра иностранных дел А. Козырева Ельцин объявил о сокращении срока вывода войск на 5 лет (с ранее планировавшегося 1999 года срок был определён в 1994 году), С.С.Зотов пытался в обмен на такое существенное сокращение срока добиться решения вопроса о статусе русскоязычного населения, доложив об этом и министру иностранных дел А.Козыреву, и президенту. Ельцин поначалу одобрил такой подход, однако через две недели Козырев сделал заявление, что «никакой связи между выводом войск и правами русскоязычного населения нет».
На следующем раунде переговоров в сентябре 1992 года Зотов поставил вопрос о пакетном соглашении, которое бы защищало права военных пенсионеров и закрепляло за Россией право аренды стратегических объектов, которые оставались бы в её распоряжении и после вывода войск. В ответ латвийский парламент принял одностороннее решение, что вывод войск будет осуществляться по графику, составленному парламентом и правительством Латвии, которое Россия не признала.
Переговоры о выводе войск из Латвии оказались наиболее трудными и потребовали 13 раундов, завершившись подписанием межгосударственного договора лишь 30 апреля 1994 года.
Использовав ультиматум латвийской стороны о необходимости контроля за оставшейся на короткое время в распоряжении Российской армии Скрундской радиолокационной станции, С.С.Зотов предложил повысить уровень инспекции до ранга Совета по безопасности и сотрудничеству в Европе. Эти инспекции проводятся по регламенту, с заблаговременным предупреждением и на основе консенсуса — российская сторона могла заблокировать то, что ей не нравилось. Таким образом удалось договориться, что РЛС функционирует до 31 августа 1998 года, после чего дается два года на ее демонтаж. Соответствующий документ было парафирован главами госделегаций 16 марта 1994 года.
Затем посол Зотов добился, чтобы демонтаж недостроенного 10-этажного здания в Скрунде, который должен был быть завершён к визиту президента США Билла Клинтона в июне 1994 года, оплатили американцы. Они выделили на это 10 миллионов долларов.
Вместо затребованных Латвией за пользование земельным участком в Скрунде 400 миллионов долларов в год Зотов предложил 2, а затем 4 миллиона, согласившись поднять сумму до 5 млн.
- С 25 ноября 1996 по 11 сентября 1998 года — чрезвычайный и полномочный посол Российской Федерации в Словакии[2][3].
- С 30 апреля 1999 по 5 августа 2002 года — чрезвычайный и полномочный посол Российской Федерации в Республике Мальте[4][5].

С 2002 года — на пенсии.

## Дипломатический ранг
- Чрезвычайный и полномочный посланник 2 класса (13 марта 1990)[6].
- Чрезвычайный и полномочный посол (2 июля 1992)[7].

## Награды
- Медаль «За трудовую доблесть».

## Семья
Женат, имеет дочь.